# Руптуриле (Долж)
Руптуриле (рум. Rupturile) насеље је у Румунији у округу Долж у општини Мургаши. Oпштина се налази на надморској висини од 275 m.

## Становништво
Према подацима из 2002. године у насељу је живело 124 становника, од којих су сви румунске националности.